# Dendragonum
Dendragonum is een geslacht van kevers uit de familie van de loopkevers (Carabidae). De wetenschappelijke naam van het geslacht is voor het eerst geldig gepubliceerd in 1933 door Burgeon.

## Soorten
Het geslacht Dendragonum omvat de volgende soorten:
- Dendragonum gerardi Burgeon, 1933
- Dendragonum leroyi Basilewsky, 1949
- Dendragonum nyakagerae (Basilewsky, 1975)
- Dendragonum paarmanni (Basilewsky, 1975)
- Dendragonum pallidum Burgeon, 1933
- Dendragonum schoutedeni Basilewsky, 1950